# Ernst-Erich Buder (Schauspieler)

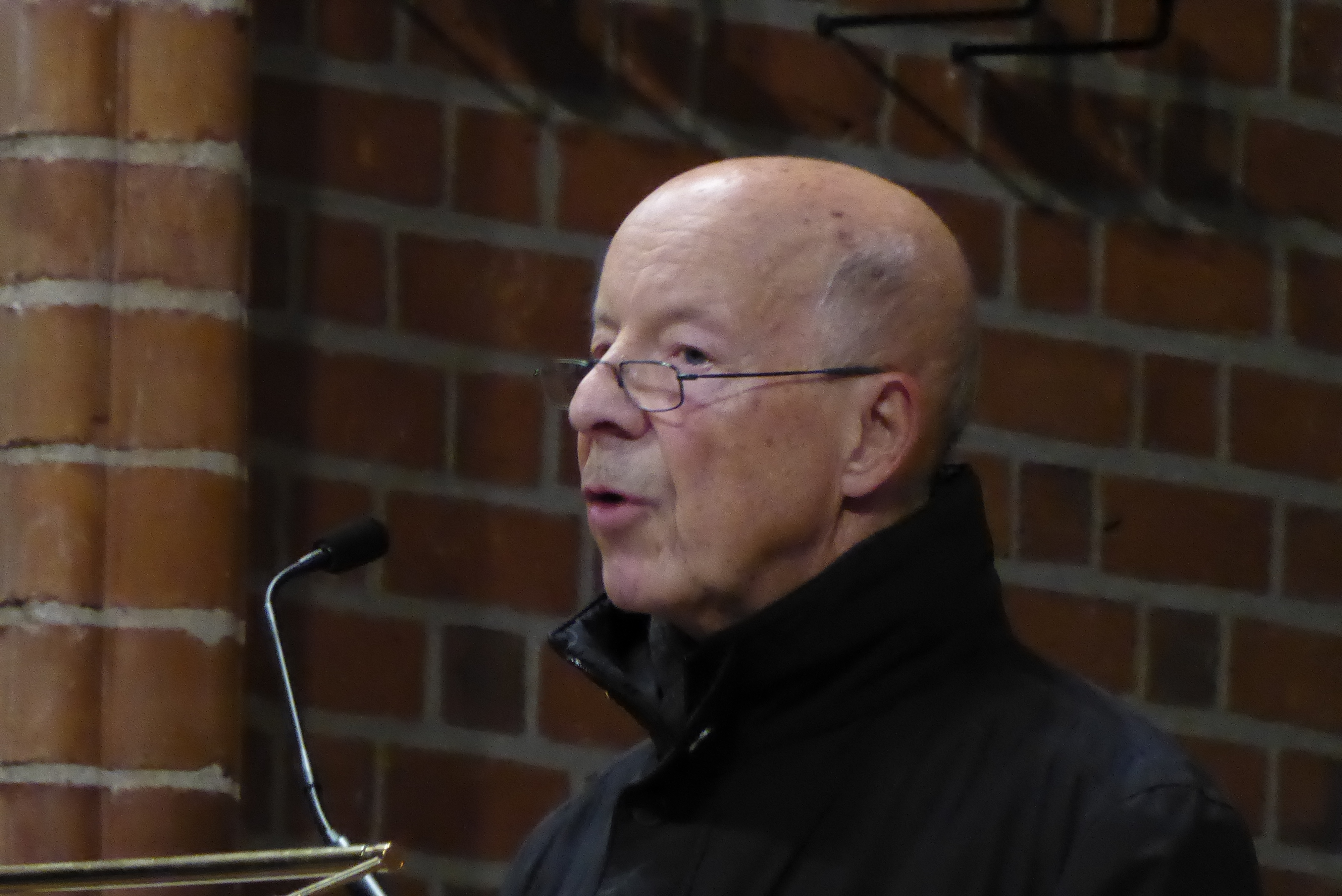
Ernst-Erich Buder (2015)

Ernst-Erich Buder (* 1937; † 14. Februar 2022) war ein deutscher Schauspieler in Fernsehen und Theater sowie Hörspielsprecher.

## Leben und Wirken
Ernst-Erich Buder wuchs in Berlin auf. Seine Ausbildung zum Schauspieler machte er an der  Max-Reinhardt-Schule ebendort. Nach Engagements an sechs verschiedenen Theatern war er von 1971 bis 2009 als Staatsschauspieler Mitglied des Schauspiels Hannover. Zu seinem Repertoire gehörten Rollen in Werken von Shakespeare, Molière, Beckett oder Tankred Dorst sowie auch Partien in verschiedenen Musical-Inszenierungen. Daneben war er durch seine Auftritte in Fernsehfilmen und -serien und durch seine Mitarbeit in Hörspielproduktionen deutscher Rundfunkanstalten bekannt. Er wirkte mit Lesungen von Gedichten und Prosa namhafter deutscher Autoren wie Erich Kästner, Joachim Ringelnatz, Kurt Tucholsky oder Heinz Erhardt.
Ernst-Erich Buder war der Sohn des gleichnamigen Komponisten.

## Theaterrollen (Auswahl)
- 1960/61: William Shakespeare: Was ihr wollt – Regie: Friedrich Siems (Bühnen der Landeshauptstadt Kiel)
- 1969/70: Ben Jonson: Volpone – Regie: Werner Baer (Städtische Bühnen Münster)
- 1987: Eduardo De Filippo: Die Kunst der Komödie – Regie: Kai Braak (Niedersächsische Staatstheater Hannover)
- 2000/01: Franz Wittenbrink: Miles & More. Ein Liederabend (Musical) – Regie: Franz Wittenbrink (Schauspiel Hannover).

## Filmografie (Auswahl)
- 1962: Unter Geiern – Der Sohn des Bärenjägers (Fernsehfilm)
- 1978: Kläger und Beklagte (Fernsehserie, 2 Folgen)
- 1980: St. Pauli-Landungsbrücken (Fernsehserie, 1 Folge)
- 1985: Im Innern des Wals
- 1986: Paradies
- 1987: Der Landarzt (Fernsehserie, 1 Folge)
- 1988: Brennende Betten
- 1996: Adelheid und ihre Mörder (Fernsehserie, 1 Folge)
- 2005: K3 – Kripo Hamburg (Fernsehserie, 1 Folge)
- 2009: Hungerwinter – Überleben nach dem Krieg (Fernsehfilm)
- 2010: Mein Song für Dich (Fernsehfilm)
- 2011: Die Macht der Leidenschaft – Karl August Fürst von Hardenberg (Fernsehfilm)

## Hörspiele (Auswahl)
- 1971: Fritz Arend: Gaoh nich de Biäcke haug – Regie: Wolfram Rosemann
- 1972: Armin Reinhold Schreiber: Fünf zu null für Lippoldsberg – Regie: Armin Reinhold Schreiber
- 1975: Nikolai von Michalewsky: Der Fall – Regie: Till Bergen
- 1977: Jean Marsus: Die verfluchte Stadt – Regie: Till Bergen
- 1980: Michael Weisser: Die Jugendstilsammler – Regie: Till Bergen
- 1983: Arnold E. Ott: Das Picasso-Geschäft – Regie: Hans Jürgen Ott
- 1987: Günter Kunert: Hitler lebt – Regie: Hans Rosenhauer
- 1987: Rainer Lewandowski: Ohne Motiv – Regie: Till Bergen
- 1989: Nikolai von Michalewsky: Kennwort Orakel – Regie: Till Bergen
- 1990: Eric Kellermann: Jeder hat sein Päckchen zu tragen – Regie: Till Bergen
- 1992: Georges Simenon: Maigrets erste Untersuchung – Regie: Till Bergen
- 1993: Eric Kellermann: Ein tödlicher Botendienst – Regie: Till Bergen
- 1994: Rainer Puchert: Der Mann mit dem Amseltick – Regie: Till Bergen
- 1994: Arnold E. Ott: Wenn Hannibal reden könnte – Regie: Till Bergen
- 2014: Gordian Maugg: Am Sonntag zwischen Krieg und Frieden  – Regie: Gordian Maugg, Holger Rink